# Донтостемон
Донтостемон (лат. Dontostemon) — род травянистых растений семейства Капустные (Brassicaceae).

## Ботаническое описание
Однолетние и многолетние травянистые растения. Листья цельные или перистонадрезанные.
Чашелистики прямые, не мешковидные. Лепестки лиловые или белые. Нити длинных тычинок попарно сросшиеся до двух третей их высоты, по обе стороны коротких тычинок по одной маленькой пирамидальной медовой желёзке. Столбик очень короткий, рыльце головчатое, слегка двулопастное. Плод — линейный, цилиндрический, двустворчатый, волнисто-бугорчатый стручок с выпуклыми створками со слабыми срединными жилками. Семена однорядные, кругловатые, наверху с узкой каймой. Семядоли плоские; зародыш спинкокорешковый.

## Виды
Род включает 11 видов:
- Dontostemon dentatus (Bunge) C.A.Mey. ex Ledeb. — Донтостемон зубчатый
- Dontostemon elegans Maxim.
- Dontostemon glandulosus (Kar. & Kir.) O.E.Schulz
- Dontostemon gubanovii (D.A.German) D.A.German
- Dontostemon hispidus Maxim. — Донтостемон шершавый
- Dontostemon integrifolius (L.) C.A.Mey. typus — Донтостемон цельнолистный
- Dontostemon intermedius Vorosch.
- Dontostemon micranthus C.A.Mey. — Донтостемон мелкоцветковый
- Dontostemon perennis C.A.Mey. — Донтостемон многолетний
- Dontostemon pinnatifidus (Willd.) Al-Shehbaz & H.Ohba
- Dontostemon senilis Maxim.